# Veľká Svišťovka
La Veľká Svišťovka est un sommet de la Slovaquie et de la chaîne des Hautes Tatras qui appartient aux montagnes des Carpates occidentales. Il culmine à 2 038 mètres d'altitude.